# Sacramento Kings 2005-2006

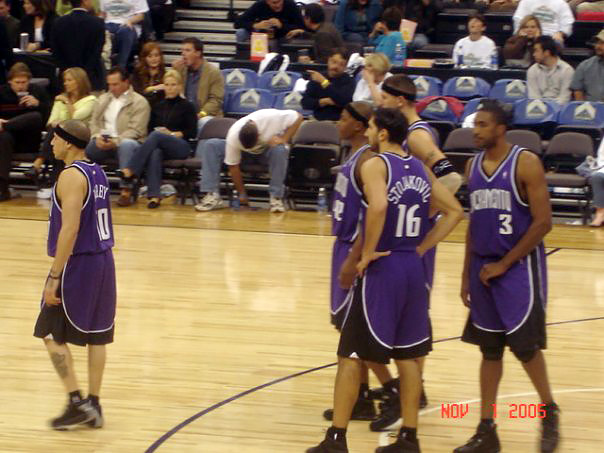

La stagione 2005-06 dei Sacramento Kings fu la 57ª nella NBA per la franchigia.
I Sacramento Kings arrivarono quarti nella Pacific Division della Western Conference con un record di 44-38. Nei play-off persero al primo turno con i San Antonio Spurs (4-2).

## Roster
| N° | Naz.                           | Ruolo | Sportivo            | Anno | Alt. | Peso |
| -- | ------------------------------ | ----- | ------------------- | ---- | ---- | ---- |
| 3  | Stati Uniti (bandiera)         | A     | Shareef Abdur-Rahim | 1976 | 206  | 102  |
| 5  | Stati Uniti (bandiera)         | G     | Jason Hart          | 1978 | 191  | 84   |
| 7  | Stati Uniti (bandiera)         | G     | Ronnie Price        | 1983 | 188  | 86   |
| 9  | Stati Uniti (bandiera)         | A     | Kenny Thomas        | 1977 | 201  | 118  |
| 10 | Stati Uniti (bandiera)         | G     | Mike Bibby          | 1978 | 185  | 86   |
| 15 | Russia (bandiera)              | A     | Sergej Monja        | 1983 | 203  | 100  |
| 16 | Serbia e Montenegro (bandiera) | GA    | Predrag Stojaković  | 1977 | 206  | 100  |
| 20 | Ucraina (bandiera)             | C     | Vitalij Potapenko   | 1975 | 208  | 127  |
| 23 | Stati Uniti (bandiera)         | G     | Kevin Martin        | 1983 | 201  | 84   |
| 31 | Stati Uniti (bandiera)         | AC    | Jamal Sampson       | 1983 | 211  | 107  |
| 32 | Rep. Dominicana (bandiera)     | GA    | Francisco García    | 1981 | 201  | 88   |
| 34 | Stati Uniti (bandiera)         | A     | Corliss Williamson  | 1973 | 201  | 111  |
| 42 | Stati Uniti (bandiera)         | GA    | Bonzi Wells         | 1976 | 196  | 95   |
| 52 | Stati Uniti (bandiera)         | C     | Brad Miller         | 1976 | 211  | 111  |
| 54 | Stati Uniti (bandiera)         | A     | Brian Skinner       | 1976 | 206  | 116  |
| 93 | Stati Uniti (bandiera)         | A     | Ron Artest          | 1979 | 198  | 111  |

## Staff tecnico
- Allenatore: Rick Adelman
- Vice-allenatori: Bubba Burrage, Pete Carril, T.R. Dunn, Elston Turner